# The Crest
The Crest fue una banda de metal gótico, procedente de Oslo, Noruega. Se caracterizó por interpretar líricas góticas junto con melodías envolventes, guitarras masivas y una potente voz femenina.
Se formó en 1996 por  Nell y Kristian Sigland. Después de algunos cambios en el nombre y la alineación, la banda adaptó el definitivo “The Crest” en 1999, después de grabar su segundo demo.

## Historia
Al igual que sus cotemporáneos Lacuna Coil y Theatre of Tragedy, The Crest se especializa en un melancólico y cambiente metal gótico (alternativamente se le refiere como “onda oscura”) que explora la complejidad del contraste entre guitarras pesadas y vocales femeninos (en este caso la dulce voz de Nell Sigland).
Formada de las cenizas de un proyecto musical llamado “Crab” en 1996, The Crest desarrolló un inesperado exilio por algunos años, luego de pasar por numerosos músicos con los cuales grabaron algunos demos. Porsterior a ello, empezaron a desarrollar su propio y característico sonido presente en dichas composiciones.
Finalmente varios de ellos se incluyeron como miembros oficilaes y firmaron un contrato con la casa discográfica franco-estadounidense Season of Mist en 2001.
Sus integrantes son Nell Sigland (vocales) y Kristian Aeon (guitarra, teclados) Sebastian Aarebrot (guitarra), Magnus Westgaard (bajo), y Klaus Blomvik (batería).
Su álbum debut, “Letters from Fire”, se lanzó al siguiente año (abril de 2002), el cual fue grabado en el Sound Suite Studio de Francia junto a Terje Refsnes productor de Tristania, Carpathian Forest, The Sins of Thy Beloved, Sirenia y Trail of Tears.
Posterior a ello. realizaron un tour europeo en conjunto con los reconocidos Mortiis y a su vez, participaron en otros festivales musicales.
Entre sus intervenciones más importantes estuvo el "Eurorock Winter Fest", realizado en Borgerhout, Bélgica junto con la legendaria banda gótica holandesa Clan of Xymox.
En 2003, The Crest se tomó un descanso para retomar tiempo y energía para su siguiente disco, Nell y Kristian se dedicaron a un proyecto musical llamado "Rustflower Incorporated", experimentando con música electrónica. 
En ese mismo año, Nell se integró como la nueva vocalista de la consolidada agrupación Theatre of Tragedy, en sustitución de Liv Kristine. Con ellos grabó en 2006 su disco “Storm” y en 2009 su última producción de estudio "Forever Is The World".
Sin embargo, continuó siendo un miembro permanente en ambas agrupaciones.
Previamente, en marzo de 2005, The Crest lanzó su segundo disco, llamado “Vain City Chronicles”, en el Top Room Studio en Noruega. El álbum es, de acuerdo a la banda “más pesado, más basado en los guitarristas, mientras se siguen enfocando en las características melodías melancólicas y desde luego, con la potente voz de Nell”.
Su tercer álbum se esperaba que tendría salida en 2008, pero se retrasó para una fecha no especificada, del cual aún se desconoce su nombre.
Sin embargo y de una forma sorpresiva, en octubre de 2010 Nell y Kristian anunciaron que The Crest se separó para que cada uno asumiera sus propios proyectos.

## Miembros
- Nell Sigland - Vocales, Teclados (también fue miembro de Theatre of Tragedy)
- Kristian Aeon Sigland- Guitarra, Vocales, Teclado Programado
- Magnus Westgaard - Bajo, Coros
- Sebastian Aarebrot- Guitarra, Coros
- Klaus Robert Blomvik - Batería

## Discografía

### Demos
La mayoría de sus demos fueron incluidos en su álbum Letters From Fire.
- Straightjacket Singalongs – (1998)
- Childhood's End"/"Thorn - (1999)
- Thunderfuel - (1999)
- Dark Rock Armada - (2000)

### Álbumes
- Letters from Fire - (2002)
- Vain City Chronicles - (2005)

### Videoclip
- "Run Like Blazes" (2005) en Season of Mist (WMV)